# Acer laevigatum
Acer laevigatum — вид квіткових рослин із роду клен (Acer).

## Морфологічна характеристика
Це однодомне дерево 10–15 метрів заввишки. Гілочки тонкі, голі чи запушені. Листки опадні: листкові ніжки 10–18 мм завдовжки, голі чи запушені, пурпурно-зелені; листова пластинка світло-зелена з обох поверхонь або знизу зеленувата, від ланцетної до довгастої або яйцеподібної або еліптично-довгастої, 7–15 × 2.5–5 см, у молодому віці край зазвичай цільний або віддалено зазубрений, верхівка загострена або коротко загострена. Суцвіття верхівкове на облиствених гілочках, щиткувато-волотисте, запушене чи голе. Чашолистків 5, яйцеподібно-довгасті. Пелюсток 5, білі, обернено-яйцеподібні, довші за чашолистки. Тичинок 8. Плід коричнювато-жовтий у зрілому віці або пурпурувато-зелений; горішки сильно опуклі, еліпсоїдні чи еліпсоїдно-видовжені, ≈ 1 см у діаметрі. Період цвітіння: квітень; період плодоношення: серпень і вересень. 2n = 26.

## Середовище проживання
Ареал: Бутан, Китай (Юньнань, Тибет, Сичуань, Гуандун, Гуансі, Гуйчжоу, Хубей, Хунань, Шеньсі), Індія (Сіккім, Західна Бенгалія, Уттар-Прадеш, Нагаленд, Мегхалая, Маніпур, Аруначал-Прадеш), М'янма, Непал, В'єтнам. Росте на висотах від 1000 до 2700 метрів. Зростає у високогірних помірних і вологих тропічних лісах; часто поєднується з іншими видами кленів і дерев у змішаних насадженнях.

## Використання
Вид використовується для деревини, яка може бути використана для будівництва будівель і дощок. Також її заготовляють на дрова. Вид має лікувальні властивості, наприклад, його листя використовуються для виробництва мазі для лікування розтягнень.